# Aristotelīs Karasalidīs
Aristotelīs Karasalidīs (in greco Αριστοτέλης Καρασαλίδης?; Salonicco, 3 maggio 1991) è un calciatore greco, difensore svincolato.

## Carriera

### Club
Ha giocato nella prima divisione greca.

### Nazionale
Ha giocato nella nazionale greca Under-19.

## Palmarès

### Club

#### Competizioni nazionali
- Souper Ligka Ellada 2: 1

Panserraïkos: 2022-2023 (girone A)